# إيثوسوكسيميد
الإيثوسوكسيميد (بالإنجليزية: Ethosuximide) هو الدواء المختار الأول لعلاج نوبات الغيبوبة (الصرع الصغير).

## الكيمياء الفراغية
إيثوسكسيميد هو دواء عديم التناظر المرآتي مع مركز فراغي. علاجيًا، راسيمات، خليط 1: 1 من ( S ) و ( R ) - الأيزومرات المستخدمة.
| إنانتيوميرس من إثوسكسيميد | إنانتيوميرس من إثوسكسيميد |
| ------------------------- | ------------------------- |
| CAS-Nummer: 39122-20-8    | CAS-Nummer: 39122-19-5    |

## آلية التأثير
تثبيط قنوات الكالسيوم من النمط T.